# Derbeke
Derbeke (rusky Дербеке nebo Дэрбэки, jakutsky Дэрбэкэ) je řeka v Jakutské republice v Rusku. Je 389 km dlouhá. Povodí má rozlohu 14 100 km².

## Průběh toku
Pramení na východním svahu Chunchadinského hřbetu. Teče na sever. Na středním toku protéká rozsáhlou bažinatou kotlinou. Ústí do Adyče (povodí Jany).

## Vodní režim
Zdroj vody je převážně sněhový a dešťový. V zimě promrzá až do dna.